# Carbure de calcium
Le carbure de calcium, de formule brute CaC2, se présente sous la forme de cailloux qui peuvent paraître naturels, bien qu'ils soient exclusivement produits de manière industrielle et instables en présence d'humidité.

## Propriété et utilisation
Au contact de l'eau, il produit de l'acétylène (1 kg de carbure se combine avec 562,1 g d’eau pour dégager 347,2 l d’acétylène). Cette réaction est exothermique :
CaC2 + 2 H2O → C2H2 + Ca(OH)2      ΔH = −130 kJ/mol (−31,1 kcal/mol)
CaC2 +  Ca(OH)2 →  C2H2 + 2 CaO
Le gaz peut être utilisé pour des applications industrielles, notamment la production des monomères (chlorure de vinyle, butadiène) des matières plastiques et élastomères, pour  études chimiques ou pour s'éclairer au moyen d'une lampe à acétylène par exemple en spéléologie où il est de moins en moins utilisé, se trouvant supplanté par les éclairages à diodes électroluminescentes. L'acétylène combiné a l’oxygène est utilisé en chaudronnerie et en plomberie  afin de principalement faire de la soudure  mais aussi de la découpe de métaux.
Toujours utilisé pour la production industrielle de l'acétylène (par hydrolyse du carbure de calcium), sa production a beaucoup diminué maintenant que l'acétylène est produit par combustion partielle de méthane et par craquage des hydrocarbures. Le carbure de calcium était produit dans des fours électriques contenant un mélange de coke et de chaux. De cette manière, les Buna-Werke Schkopau en RDA produisaient plus d'un million de tonnes de carbure de calcium par an.
Il n'existe plus aucune production industrielle française de carbure de calcium depuis l'année 2003 avec la fermeture de l'usine SKW de Bellegarde-sur-Valserine (Ain).
Il est encore utilisé aux Pays-Bas pour la tradition du canon à carbure.
Il l'est aussi en Afrique de façon artisanale pour produire de l’acétylène afin de faire de la brasure basse pression :

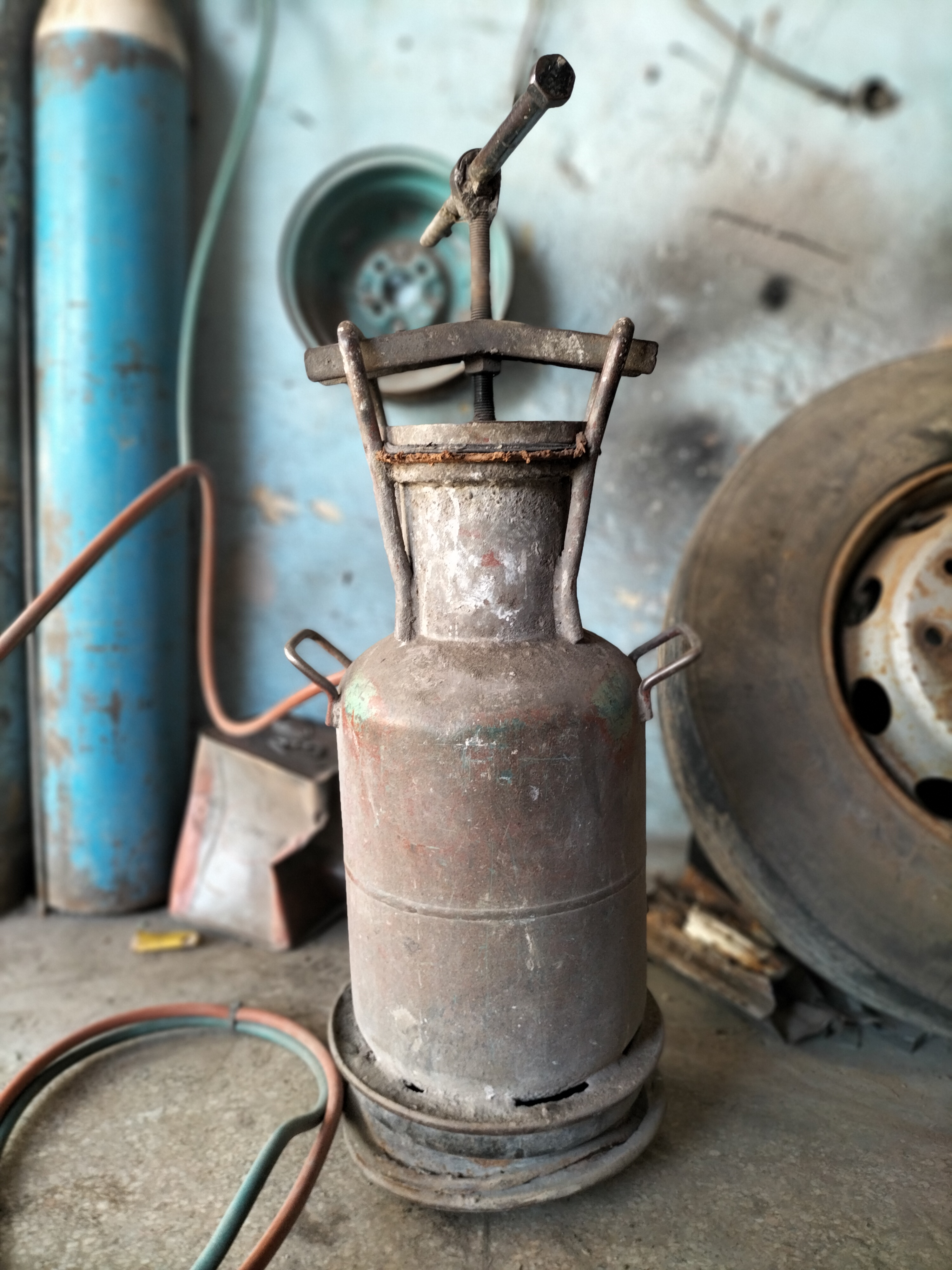
Lampe à souder basse pression, Fès, Maroc